# Pseudarctini
Tribu
Les Pseudarctini sont une tribu fossile de mammifères de la sous-famille des Amphicyoninae (famille des Amphicyonidae, les « chiens-ours »).

## Liste des genres
- † Dehmicyon Morales et al., 2021
- † Ictiocyon Crusafont Pairo et al., 1955
- † Pseudarctos Schlosser, 1899

## Classification
La tribu des Pseudarctini est décrite en 2021 par les paléontologues Jorge Morales (d) et al.,.

### Publication originale
- [2021] (en) J. Morales, O. Fejfar, J. Wagner, A. Valenciano et J. Abella, « The Amphicyoninae (Amphicyonidae, Carnivora, Mammalia) of the early Miocene from Tuchorice, the Czech Republic », Fossil Imprint, vol. 77, no 1,‎ 2021, p. 126-144